# Tarsius dentatus
El tarsero de Dian o tarsero dentado (Tarsius dentatus) es una especie de primate tarsiforme descrita a principios del siglo XX. Presenta un tamaño corporal de unos 11,5-12 cm y una cola de 22 cm. Es nocturno e insectívoro y sólo vive en la jungla del centro-este de Célebes. Antiguamente se denominó Tarsius dianae.